# Hylaeus trivittatus
Hylaeus trivittatus är en biart som först beskrevs av Heinrich Friese 1917.  Hylaeus trivittatus ingår i släktet citronbin, och familjen korttungebin. Inga underarter finns listade i Catalogue of Life.